# Coba Coba
Coba Coba es el tercer álbum de la banda peruana Novalima. La canción obtuvo el primer lugar en la lista European World Music Radio Charts.

## Nominaciones
Coba Coba fue nominado a los  Latin Grammy Award por Mejor Álbum alternativo en el 2009.

## Track List
| N.º | Título              | Duración |  |
| 1.  | «Concheperla»       | 4:11     |  |
| 2.  | «Libertá»           | 3:40     |  |
| 3.  | «Se me van»         | 4:37     |  |
| 4.  | «Ruperta/Puede ser» | 4:04     |  |
| 5.  | «Africa lando»      | 4:18     |  |
| 6.  | «Coba guarango»     | 4:07     |  |
| 7.  | «Camote»            | 4:26     |  |
| 8.  | «Mujer ajena»       | 3:51     |  |
| 9.  | «Tumbala»           | 4:00     |  |
| 10. | «Kumaná»            | 5:23     |  |
| 11. | «Yo voy»            | 3:51     |  |
| 12. | «Bolero»            | 3:37     |  |